# Sammlung Luchterhand
Die Sammlung Luchterhand ist eine Taschenbuchreihe des Luchterhand-Verlags, die seit 1970 erscheint und von dem Verleger Otto F. Walter ins Leben gerufen wurde.

## Editionsgeschichte
Zwischen 1970 und 1991 wurden im Jahr zwischen 11 (1978) und 125 (1987) neue Titel vorgestellt, bis 1974 waren 170 Titel erschienen. Der 500. Band erschien im Jahr 1984, der 1000. Band im Jahr 1991.
Die neue Reihe bestand aus "Originalausgaben und Nachdrucke(n) aus den Gebieten Literatur, Medientheorie, Politik und Sozialwissenschaft." Darüber hinaus fand aber auch ein Kriminalroman Zugang zu der Reihe (Wolfgang Hermann Körner – Die Verschwörung von Berburg, 1971).

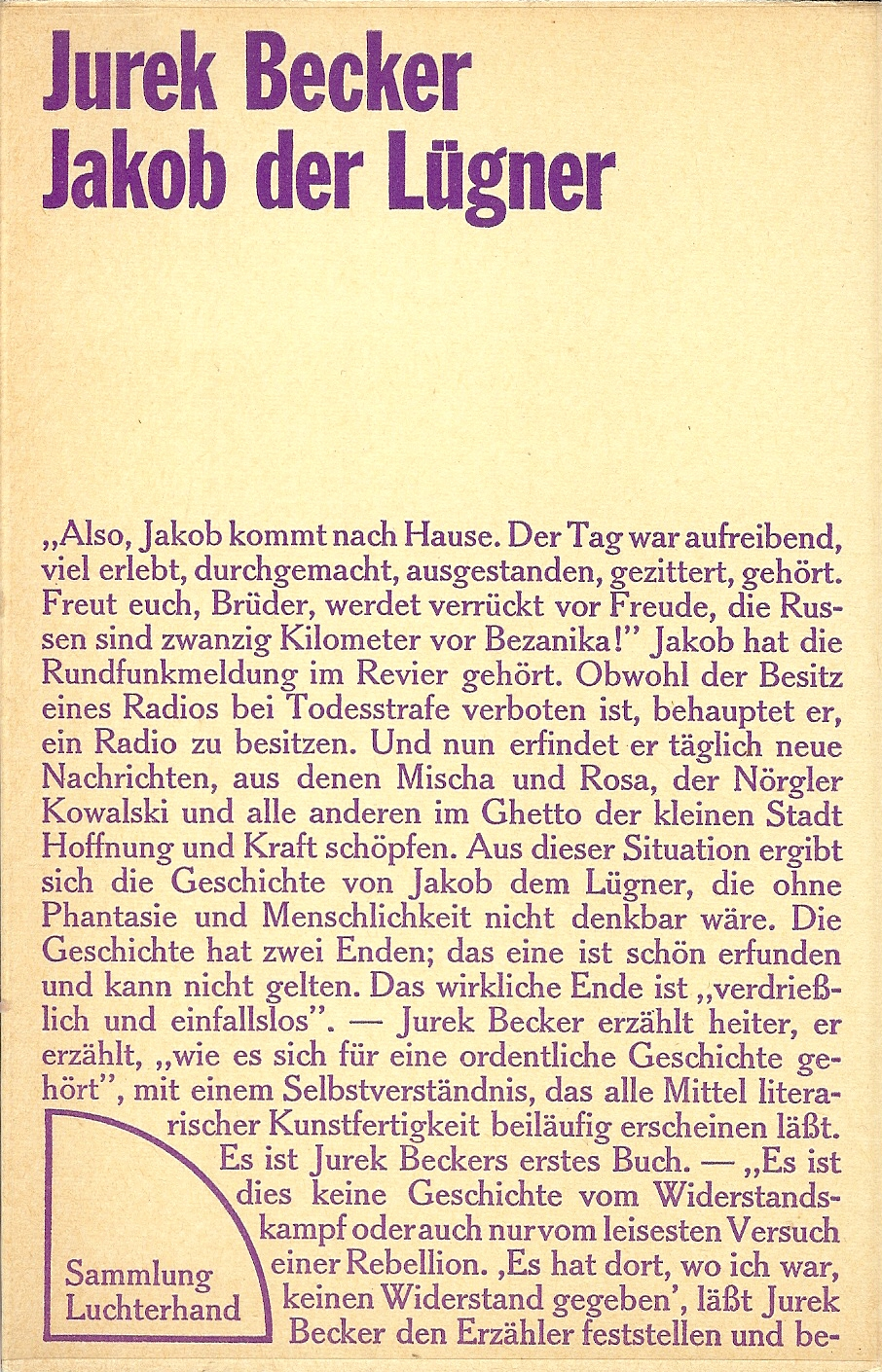
Band 1: Jurek Becker: Jakob der Lügner, 1970

Im Jahr 1972 wurde die Herausgabe sozialwissenschaftlicher Titel abgespalten, während die literarischen und gesellschaftlich-politischen Titel in der Reihe Sammlung Luchterhand verblieben. Gleichzeitig zog der literarische Zweig des Verlags unter der Leitung von Otto F. Walter nach Darmstadt um.
Im Jahr 1987 wurde der Hermann-Luchterhand-Verlag an die niederländische Verlagsgruppe Kluwer verkauft, was heftige Proteste vieler Autoren auslöste. Daraufhin wurde der literarische Teil des Verlags an die Arche Verlag AG in Zürich abgegeben.
Doch schon im Jahr 1993 wurde die Sammlung Luchterhand wiederum verkauft, diesmal an den Deutschen Taschenbuchverlag (dtv). Nachdem viele Autoren den Verlag verlassen hatten, gelang es im Jahr 2001 die Taschenbuchreihe Sammlung Luchterhand mit sechs neuen Lyrikbänden, darunter Ernst Jandls letzte Gedichte, wieder neu am Markt zu etablieren.
Im Oktober 2001 wurde der Luchterhand-Literaturverlag schließlich von der Verlagsgruppe Random House übernommen, welche die Reihe der Sammlung Luchterhand weiterentwickelte. Seit November 2005 werden monatlich ein oder zwei Neuerscheinungen vorgestellt, die ausschließlich aus Original- oder deutsche Erstausgaben bestehen.

### Liste der Titel der Sammlung Luchterhand
Eine ziemlich vollständige Liste der Titel der Sammlung Luchterhand 1 bis 999 kann auf einer privaten Homepage abgerufen werden:
- Die Sammlung Luchterhand (SL) Bände 1 bis 499[3]
- Die Sammlung Luchterhand (SL) Bände 500 bis 999[4]

### Sammlung Luchterhand Kurs

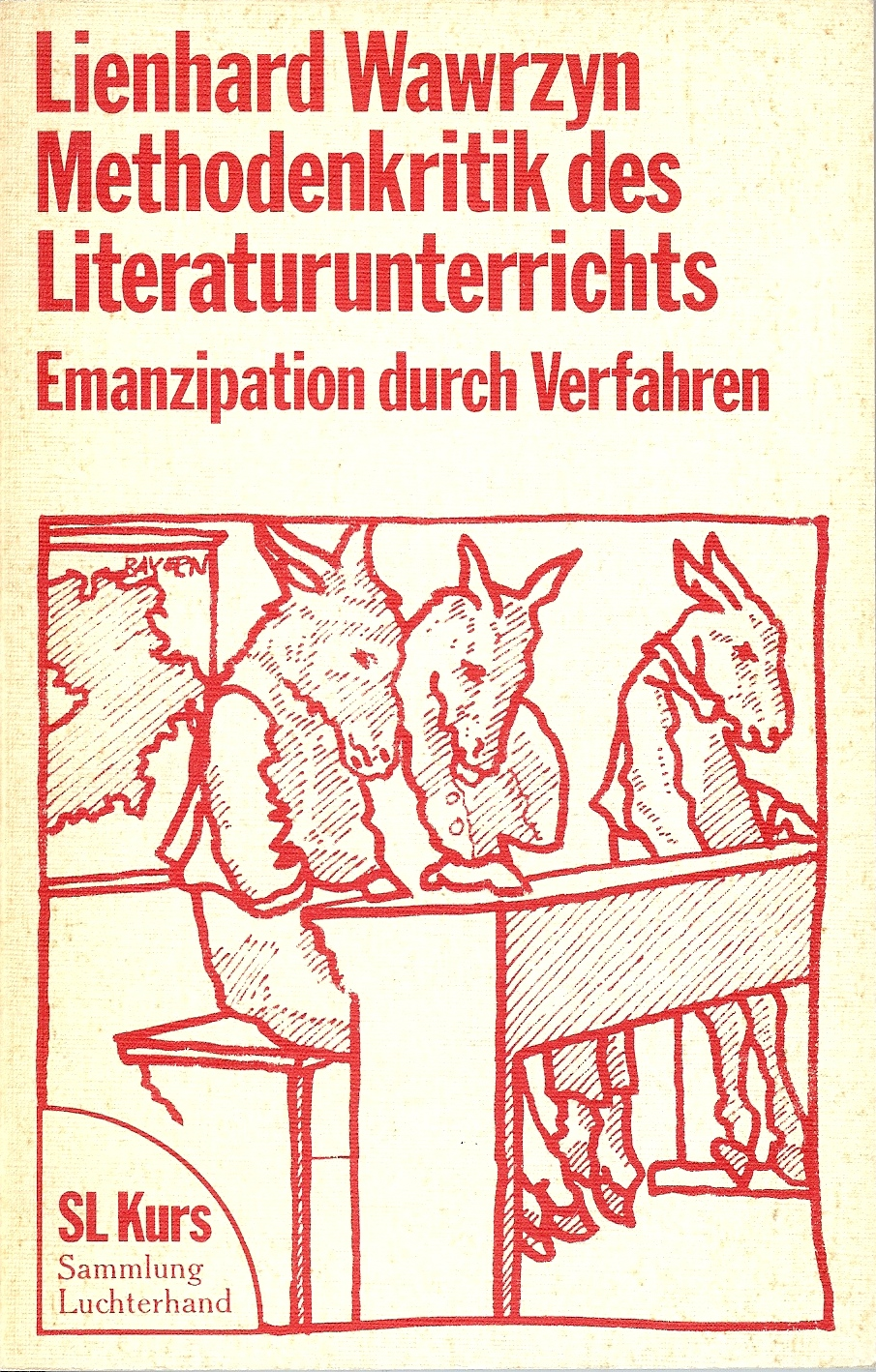
Eine Ausgabe der Edition Sammlung Luchterhand Kurs, 1975

Eine Sonderedition der Reihe wurde im Jahr 1974 ins Leben gerufen, diese hieß Sammlung Luchterhand Kurs oder kurz SL Kurs.
Es können derzeit sechs Titel dieser Reihe benannt werden.
- K1004 Wulf D. Hund – Ware Nachricht und Informationsfetisch, 1976
- K1005 Lienhard Wawrzyn – Methodenkritik des Literaturunterrichts, 1975
- K1006 Klaus Peters – Marxismus und Philosophie
- K1007 Ulrich Albrecht (Hrsg.) u. a. – Anti-Wehrkunde, 1975

Die beiden Titel
- K1002 Michael Buselmeier – Das glückliche Bewusstsein, 1974 und
- K1003 Gerhard Armanski – Entstehung des Wissenschaftlichen Sozialismus, 1974

wurden dort versehentlich nicht erwähnt.
Die Titel
- K1000 und
- K1001 können nicht nachgewiesen werden.

## Würdigungen
Der Autor Wolfgang Weyrauch bescheinigte dem Luchterhand-Verlag und damit auch der Sammlung Luchterhand, in der er mit einem Band vertreten ist, nicht auf dem "sitzenzubleiben, was jeweils (...) die neue Literatur ist, sondern immer wieder das neueste zu entdecken und zu fördern".
„Bislang schon ist die Sammlung Luchterhand für alle, die Theorie und Kritik der Literatur, der Kultur im weitesten Sinne und der Gesellschaft betreiben oder sich auch nur entfernt dafür interessieren, unentbehrlich geworden.“ (Heinz Ludwig Arnold, Hessischer Rundfunk)

## Verantwortliche

### Herausgeber
Die Herausgeber der Sammlung Luchterhand bzw. des Luchterhand-Literaturverlags waren bzw. sind:
- ab 1972: Otto F. Walter[2]
- ab 1989: Elisabeth Raabe und Regina Vitali[8]
- ab 1993: Gerald J. Trageiser[9]
- seit 2004: Georg Reuchlein und Regina Kammerer[10]

### Lektorat
Das Lektorat besorgte seit 1971 Stephan Reinhardt.

### Graphiker
Der mit der Gestaltung betraute Graphiker Hannes Jähn (1934–1987) entschied sich für eine rein typographische Lösung, die dem betont sachlich-aufklärerischem Ansatz des Verlagsprogramms entsprach.
Das Ergebnis seiner Bemühungen war eine konsequent puristische Ästhetik, die dennoch nicht ungefällig, sondern sachgerecht und schlüssig wirkte. In den Folgejahren übernahm der Graphiker Roland Eschlbeck die Gestaltung der Reihe.

## Ausstattung
Die Herausgabe einer Reihe mit tendenziell fortschrittlichen Texten fand bei der Sammlung Luchterhand eine adäquate Umsetzung in Form des Taschenbuchs, das Ende der 60er Jahre einen bedeutenden Zuwachs am Buchmarkt erzielte, weil es Handhabbarkeit, geringes Gewicht, schnelle Produktion von Nachauflagen mit einem deutlich günstigeren Preis als gebundene Bücher verband.
Die ersten Jahre wurden die Bände durch einen stabilen Zellophan-Umschlag geschützt; dieses Ausstattungsmerkmal wurde später aus Kostengründen aufgegeben.

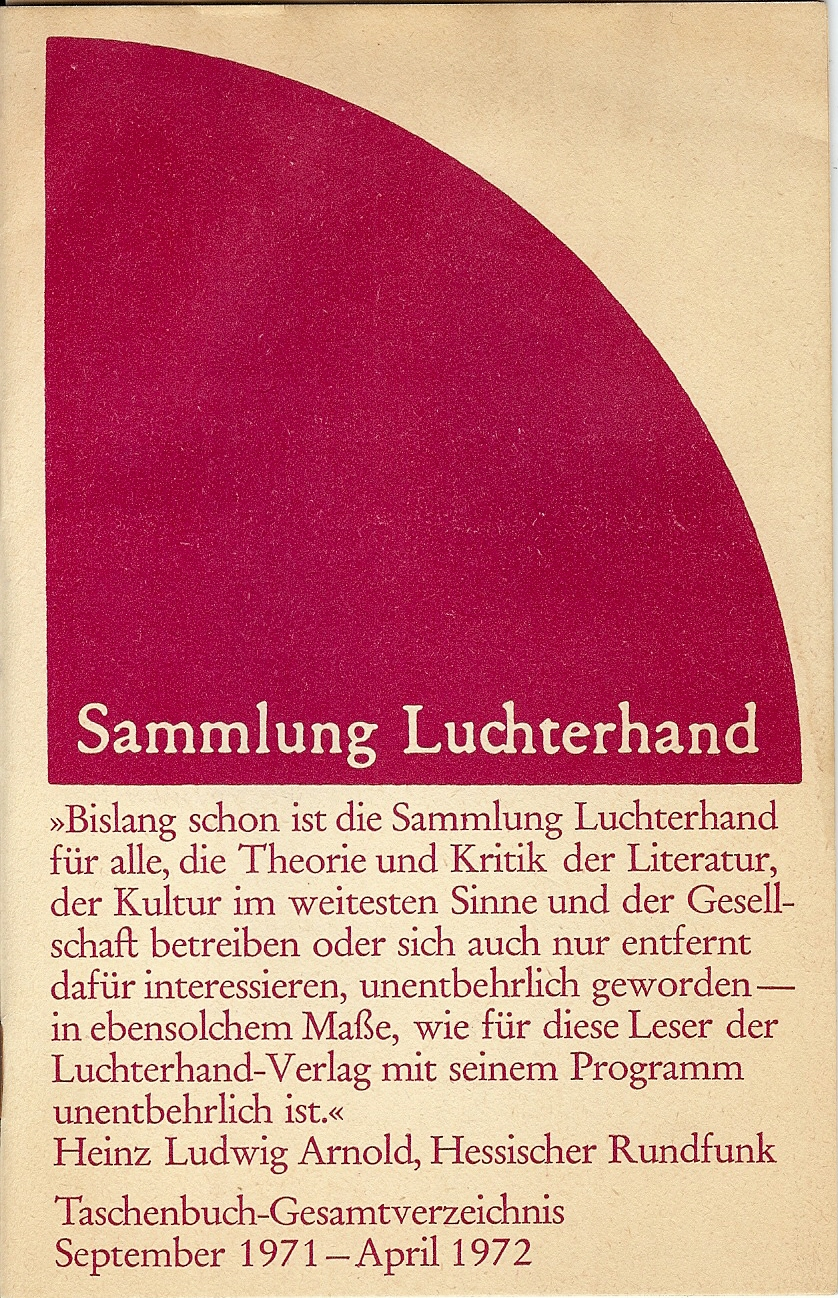
Verlagsprospekt aus dem Jahr 1972

### Gestaltung
Die Einbände der Ausgaben der Sammlung Luchterhand waren anfangs durch reine Textgestaltung gekennzeichnet und erschienen durchgehend in beiger Farbe. Bei späteren Ausgaben und Nachauflagen wurden auch Photos bzw. Zeichnungen verwendet, die zunehmend mehr Platz einnahmen. Ab etwa Titel 733 wurden Titel, Photos bzw. Illustrationen und Verlagstext auf den Buchdeckeln, sowie die verwendete Grundfarbe, völlig frei gestaltet.

### Schriftart
Bei der typographischen Gestaltung der Buchreihe wurde anfangs eine serifenfreie, proportionale Grotesk-Schriftart für den Titel in Fettdruck verwendet. Später wurde auf eine eher konventionelle Times-Schriftart umgestellt; ab etwa Titel 733 fanden verschiedene Schriftarten Verwendung.

### Signet
Für die Sammlung Luchterhand wurde ein Signet entworfen, das aus einem Viertelkreis besteht und ein aufgeschlagenes Buch symbolisiert. Meistens war der Schriftzug Sammlung Luchterhand bzw. SL Kurs in den Viertelkreis eingebunden.

### Preise
Die Preise pro Titel bewegten sich anfangs zwischen 4,90 DM und 9,80 DM; derzeit liegen sie bei 7,00 bis 12,00 Euro.

## Autoren und Themen

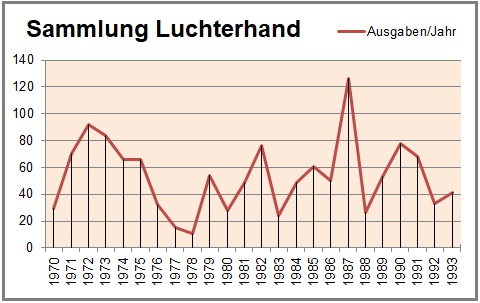
Ausgaben der Sammlung Luchterhand/Jahr für 1970 bis 1993

In der Sammlung Luchterhand waren viele Autoren und Geistes-, Gesellschafts- und Naturwissenschaftler vertreten, die sich dem  Aufbruch der 68er-Bewegung verschrieben hatten oder deren Vordenker waren. Darüber hinaus wurden der Sozialwissenschaft, der Gesellschaftstheorie (insb. dem Marxismus), der Medientheorie und der Politik Aufmerksamkeit geschenkt, wobei Umweltschutz, Emanzipation der Frau und Imperialismus-Kritik weitere Schwerpunkte waren. Gleichzeitig erhielt aber auch die konservative Kritik an den Zuständen des real existierenden Sozialismus durch den Autor Alexander Solschenizyn mit sechs Titeln eine Stimme. Einen nennenswerten Anteil am Programm hatten bis in die 1990er Jahre Lizenzausgaben von DDR-Autoren.

### Autoren
Die folgend genannten Autoren waren mit überdurchschnittlich vielen Titeln vertreten (in Klammern: Anzahl der Titel zwischen 1970 und 1990, * = enthält DDR-Lizenzausgaben):
- Peter Härtling (28)
- Gabriele Wohmann (27)
- Anna Seghers (25*)
- Günter Grass (25)
- Christa Wolf (16*)
- Peter Bichsel (12)
- Kurt Marti (12)
- Carl Sternheim (12)
- Ror Wolf (12)
- Max von der Grün (11)
- Günter Herburger (8)
- Hermann Kant (7*)
- Gert Hofmann (7)
- Franz Hohler (6)

chilenische Autoren, für die nach dem Militärputsch 1973 großes Interesse bestand (5), besonders
- Pablo Neruda (18)

### Neu- und Wiederentdeckungen
(in Klammern: Anzahl der Titel zwischen 1970 und 1990)
- Hans Frick (2)
- Angela Davis (1)
- Dorothee Sölle (2)
- Helga M. Novak (5)
- Valentin Senger (2)
- Ursula Krechel (4)
- Christa Reinig (4)
- Franz Mehring (3)
- Michail Bulgakow (6)
- Brigitte Reimann (1)

### Literarisch-politische Schwerpunkte
- Dramentheorie
- Strukturalismus
- Theorie der Ästhetik
- Filmtheorie
- Exilliteratur
- Arbeiterliteratur
- Sammlungen politischer Aufsätze
- Blues und Jazz
- Surrealismus
- Absurdes Theater (Eugène Ionesco)
- Geschichten für Kinder

### Märchen, Mythologie und Science Fiction
- Neben Märchen-Sammlungen erschienen 12 Sammelbände für jeden Monat des Jahres
- Okkultismus, Mythen und Magie
- Science-Fiction (24 Titel, u. a. Isaac Asimov, Philip K. Dick, Philip José Farmer)

### Soziologische bzw. gesellschaftsrelevante Themen
- Georg Lukács
- Alexander Solschenizyn
- Literatur der DDR
- Sexualität
- Emanzipation der Frau, Thema Abtreibung
- Rechtsprechung in der Bundesrepublik Deutschland
- Friedenspolitik, Kampf gegen die Startbahn West
- Politische Aufsätze, Marxismus, Anarchismus
- Autoren der Frankfurter Schule (Herbert Marcuse, Jürgen Habermas)
- Mitbestimmung
- Umweltschutz
- Apartheid, Rassentrennung und Faschismus
- Religion und Theologie
- Städtebau
- Psychiatrie
- Kampf gegen den Atomkrieg
- Chinesische Kulturrevolution
- Alternative Lebensentwürfe, Wohnungsbau
- Gewerkschaftsbewegung
- Erziehung, Soziologie
- Imperialismus-Theorien und -kritik

### Anthologien, Lesebücher
(in Klammern: Anzahl der Titel zwischen 1970 und 1990)
Aufzeichnungen und Zusammenstellungen bekannter Autoren (Härtling, Wohmann, Grass u. a.):
- Reihe Auskunft für den Leser (Wohmann, Grün, Bichsel, Grass, Härtling, Hofmann)
- Reihe Meine Lektüre (Wohmann, Härtling)
- Reihe Materialienbuch (Wohmann, Grün, Seghers, Grass, Wolf, Jandl, Härtling)
- Werkauswahl (Mehring, Seghers, Sternheim)
- Klassenbuch (3 Bände), politische Erzählungen, Hrsg. Hans Magnus Enzensberger
- Gedichtssammlungen (38)
- Zweisprachige Bücher (Gedichte in Originalsprache und Übersetzung (3))
- Reihe Luchterhand Jahrbuch der Lyrik, 8 (Doppel-)Jahrgänge

### Anthologien (mit Länderbezug)
Sammlung literarischer Werke aus
- Bundesrepublik Deutschland,
- Deutsche Demokratische Republik,
- Österreich,
- Ungarn,
- Sowjetunion,
- Nordirland,
- Türkei,
- Chile und über den
- Spanischen Bürgerkrieg